# Peyrehorade

Peyrehorade este o comună în departamentul Landes din sud-vestul Franței. În 2009 avea o populație de 3.466 de locuitori.

## Evoluția populației
| An        | 1975  | 1982  | 1990  | 1999  | 2006  | 2009  |
| --------- | ----- | ----- | ----- | ----- | ----- | ----- |
| Populație | 2.861 | 3.093 | 3.056 | 3.017 | 3.435 | 3.466 |